# Christian Democratic Party (Australië)
De Christian Democratic Party (CDP) is een kleine politieke partij in Australië. Leider is Fred Nile (een predikant). De partij is enkel vertegenwoordigd in het parlement van de deelstaat New South Wales. De partij is christelijk van inspiratie, verdedigt familiale waarden, is tegen abortus (pro-life) en euthanasie en verzet zich tegenover homoseksualiteit en pornografie.
Federaal vertegenwoordigde partijen:

Australian Labor Party (ALP) · Australian Greens · Liberal Party of Australia · National Party of Australia
Regionaal vertegenwoordigde partijen:

Christian Democratic Party (CDP) (New South Wales) · Country Liberal Party (CLP) (Noordelijk Territorium) · Democratic Labor Party (DLP) (Victoria) · Dignity for Disability (D4D) (Zuid-Australië) · Family First Party (New South Wales) · Liberal National Party (LNP) (Queensland) · No Pokies (Zuid-Australië) · Shooters and Fishers Party (New South Wales) · The Queensland Party (Queensland) 
Overige partijen: Australian Democrats